# Quiberville
Quiberville é uma comuna francesa na região administrativa da Normandia, no departamento de Sena Marítimo. Estende-se por uma área de 3,35 km². Em 2010 a comuna tinha 561 habitantes (densidade: 167,5 hab./km²).